# Copa Rous 1989
La Copa Rous 1989 fue la quinta y última del torneo, en torno a la rivalidad de Inglaterra y Escocia.
Como en los dos años anteriores, un equipo sudamericano también fue invitado a competir en el torneo triangular, en este caso Chile fue el representante de ese año. El campeón mundial Argentina había sido invitado originalmente, pero se negó, argumentando la congestión de la temporada nacional. Su invitación había sido desaprobada por el gobierno británico, dadas las relaciones definidas entre las dos naciones a raíz de la Guerra de las Malvinas.

## Resultados
| 23 de mayo de 1989, 20:00 | Inglaterra | 0:0'    | Chile | Wembley Stadium, Londres                                              |                                                                       |
|                           |            | Reporte |       | Asistencia: 15.628 espectadores Árbitro(s): Erik Fredriksson (Suecia) | Asistencia: 15.628 espectadores Árbitro(s): Erik Fredriksson (Suecia) |

| 27 de mayo de 1989, 15:000 | Escocia | 0:2 (0:1) | Inglaterra            | Hampden Park, Glasgow                                                |                                                                      |
|                            |         | Reporte   | Waddle 20' · Bull 82' | Asistencia: 63.282 espectadores Árbitro(s): Michel Vautrot (Francia) | Asistencia: 63.282 espectadores Árbitro(s): Michel Vautrot (Francia) |

| 30 de mayo de 1989 | Escocia                   | 2:0 (1:0) | Chile | Hampden Park, Glasgow                                              |                                                                    |
|                    | McInally 5' · MacLeod 53' | Reporte   |       | Asistencia: 9.006 espectadores Árbitro(s): Alexis Ponnet (Bélgica) | Asistencia: 9.006 espectadores Árbitro(s): Alexis Ponnet (Bélgica) |

## Tabla de posiciones
| Equipo     | Pts | PJ | PG | PE | PP | GF | GC | Dif |
| ---------- | --- | -- | -- | -- | -- | -- | -- | --- |
| Inglaterra | 3   | 2  | 1  | 1  | 0  | 2  | 0  | +2  |
| Escocia    | 2   | 2  | 1  | 0  | 2  | 2  | 2  | 0   |
| Chile      | 1   | 2  | 0  | 1  | 1  | 0  | 2  | -2  |

## Goleadores
1 gol
- Chris Waddle
- Steve Bull
- Alan McInally
- Murdo MacLeod